# Porta '84
Porta '84 (1985) je sampler živých nahrávek Československého rozhlasu z národního finále Porty 1984 vydaný Supraphonem na LP desce. Písně vybral a sestavil Jaroslav D. Navrátil. Sleeve-note napsal Ivan Doležal.

## Písně
1. Kytky stále ještě voní – 3:25, (Pavel Žalman Lohonka) Žalman & spol.
2. Amazonka – 2:20, (Jaroslav Lenk, Ladislav Kučera / Ladislav Kučera) Hop trop
3. Ztráty a nálezy – 2:45, (Pavel Tichý) Hlavolam
4. Postel – 2:35, (Karel Tampier) Zřídlo
5. Na skleničku s Napoleonem – 3:45, (František Stralczynský) Bonsai
6. Pohádka – 3:30, (Mike Oldfield / Karel Plíhal) Karel Plíhal s přáteli (ze skupin Nerez, Bonsai a Nezmaři)
7. Plameny – 2:52, Stanislav Wabi Daněk
8. Hospodská – 2:20, Karel Plíhal
9. Čínský restaurant – 2:14, (Michael Janík) Miroslav Paleček & Michael Janík
10. Soudili se – 3:50, Ivo Jahelka
11. Stejně už nezavolá – 3:20, (Jaroslav Lenk) Máci
12. Revize jízdenek – 3:15, (Miroslav Janoušek) Miroslav Janoušek a Luboš Vondrák
13. Doteky – 3:05, (František Stralczynský) Bonsai
14. Musíš jít dál – 2:57, (Luboš Hrdlička) Nezmaři